# Боахен, Алберт Аду
Алберт Квадво Аду Боахен (англ. Albert Adu Boahen; 24 мая 1932, Осеим, Золотой Берег — 24 мая 2006) — ганский историк, педагог, профессор университета Ганы (1959—1990). Доктор философии (1959). Член Академии искусств и наук Ганы. Политик.

## Биография
С 1938 по 1947 год обучался в духовных школах. Затем поступил на курсы изучения истории в Университетский колледж Золотого берега, который окончил в 1956 году.
Выпускник Лондонского университета. В 1959 году первым среди жителей Ганы получил степень доктора философии по истории Африки в Школе восточных и африканских исследований в Лондоне.
С 1959 года читал лекции в Университете Ганы, профессор с 1971 года до выхода на пенсию в 1990 году. Первый африканец-декан исторического факультета с 1967 по 1975 год. Член редакционной коллегии «Журнала африканской истории» (The Journal of African History).
Работал приглашённым профессором в Австралийском национальном университете (1969), Колумбийском университете (1970), Университете штата Нью-Йорк (1990—1991). С 1993 по 1999 год — член комитета ЮНЕСКО, опубликовавшего восьмитомник «Общая история Африки» (General History of Africa)
Политик. Либеральный демократ. В 1990 году был одним из основателей Движения за свободу и справедливость, избирался его первым председателем. Член Новой патриотической партии (НПП). Был кандидатом на президентских выборах в Гане в 1992 году, представлял основную оппозиционную Новую патриотическую партию.
Почётный секретарь Исторического общества, Председатель международного научного комитета по подготовке «Всеобщей истории Африки» (с 1983).
Автор исследований по истории Ганы, Западной Африки, британской колониальной политики в Африке.
В 2002 году после инсульта был прикован к постели. Ряд работ остались не завершёнными.

## Избранные публикации
- Britain, the Sahara and the Western Sudan 1788—1861. London/Oxford, 1964 (dissertation).
- Topics in West African History. Harlow/London, 1966.
- Ghana: Evolution and Change in the 19th and 20th Centuries. London, 1975.
- The Revolutionary Years: West Africa Since 1800. Accra/London, 1975.
- «Politics in Ghana, 1800—1874», in, J. F. Ade Ajayi and Michael Crowder History of West Africa. London, 1977 (3rd edition), Vol. 2, pp. 167—260.
- African Perspectives on Colonialism. Baltimore, 1987.
- The Ghanaian Sphinx: Reflections on the Contemporary History of Ghana, 1972—1987. Accra, 1989.
- Mfantsipim and the making of Ghana: A Centenary History, 1876—1976. Accra, 1996.
- Yaa Asantewaa and the Asante — British War of 1900-1. Accra, 2003.
- Africa in the Twentieth Century: The Adu Boahen Reader. Trenton, NJ, 2005.
- With J. B. Webster and H. O. Idowu: The Revolutionary Years: West Africa since 1800. London, 1980.